# プララン島
プララン島(Praslin)は、セーシェルの島。面積38km²、人口6500人。マヘ島に次いで、セーシェルで2番目に大きな島である。ベ・サン・タンヌとグラン・ダンス（プララン）の2行政区に分かれている。島にはベ・サン・タンヌ、グラン・ダンス、アンス・ヴォルベールなどの集落がある。
この島は1744年、探検家のラザール・ピコによってパルメ島と名づけられた。当時この島は海賊の隠れ家やアラブ商人の寄港地として利用されていた。
1768年には、フランスの外交官であるセザール・ガブリエル・ド・ショワズール＝プラズランにちなんで「プララン島」と改称された。
プララン島は美しい海と海岸で知られ、リゾートホテルが点在し、アンス・ラジオやアンス・ジョルゼットなどの美しいビーチもあるため、多くのリゾート客が訪れる。またこの島には、セイシェルヒヨドリやセイシェルクロオウムなどの固有種も生息している。島の中央部にある世界遺産、ヴァレ・ド・メ自然保護区には、プララン島のみならずセーシェルのシンボルとなっているココ・ド・メールというヤシの木が生育している。この木はプララン島及び北のキュリーズ島にしか生育しない。
チャールズ・ゴードンがプララン島に立ち寄った際、ヴァレ・ド・メをエデンの園であると評した。
プララン島にはプララン島空港があり、首都ヴィクトリアのあるマヘ島との定期便がある。また、プララン島周辺にはキューリーズ島、ラ・ディーグ島、カズン島、アライド島などがある。

## ギャラリー

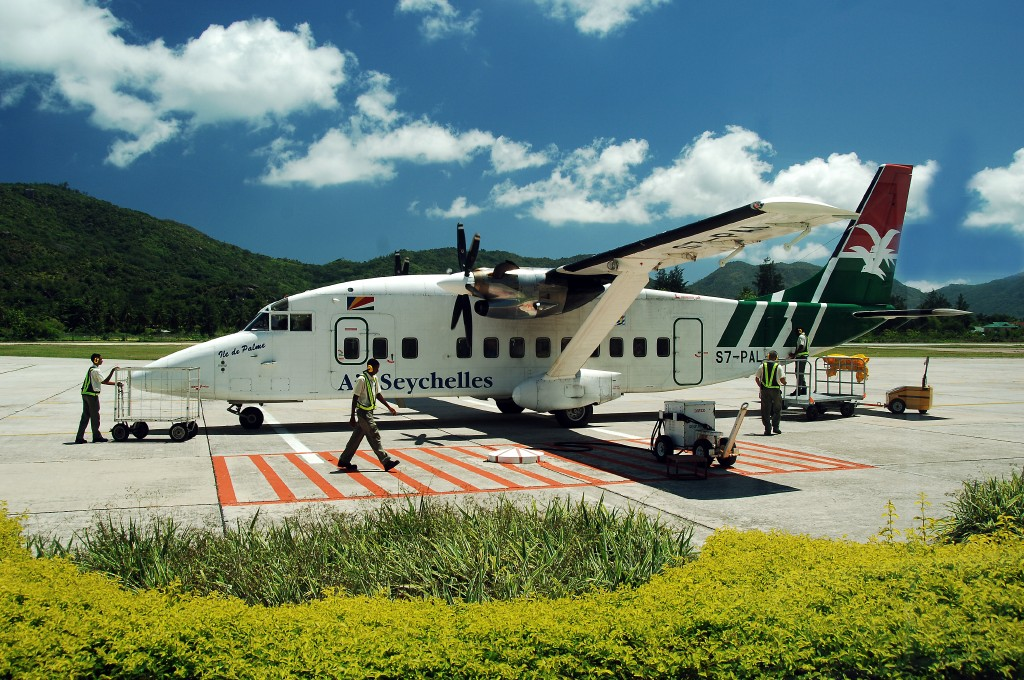
プララン空港
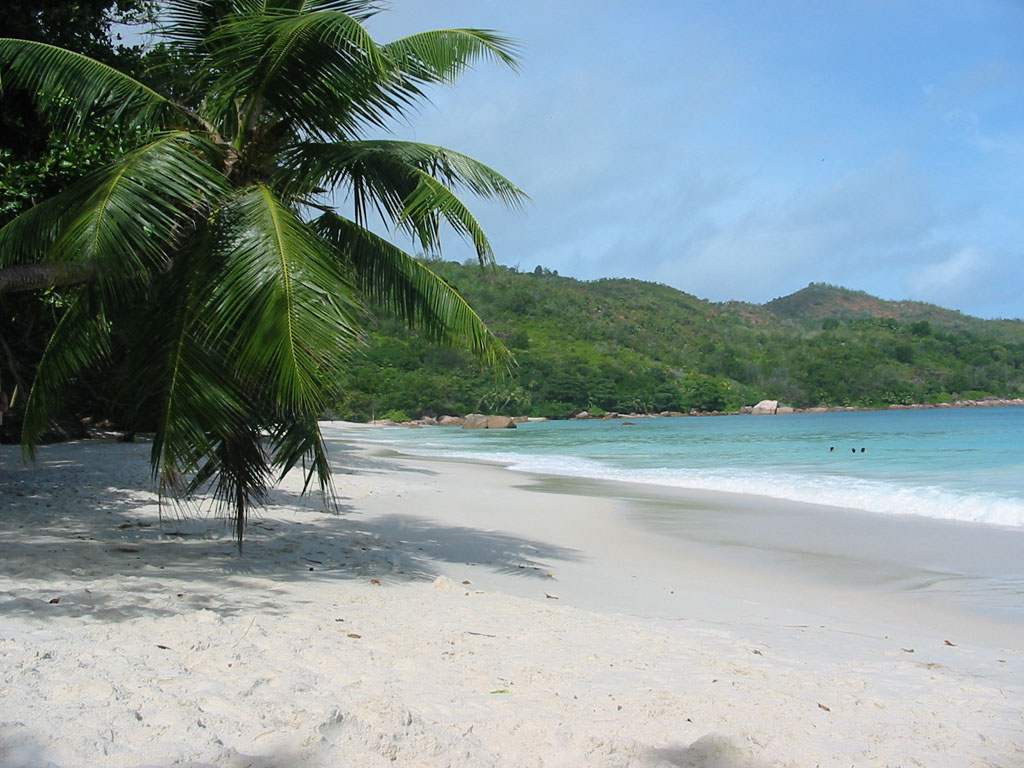
プララン島のビーチ
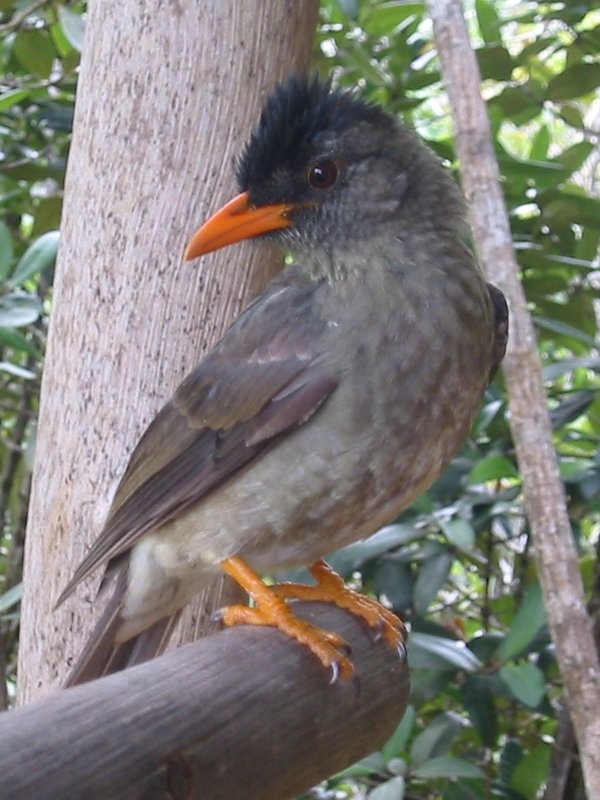
セイシェルヒヨドリ。プララン島の固有種

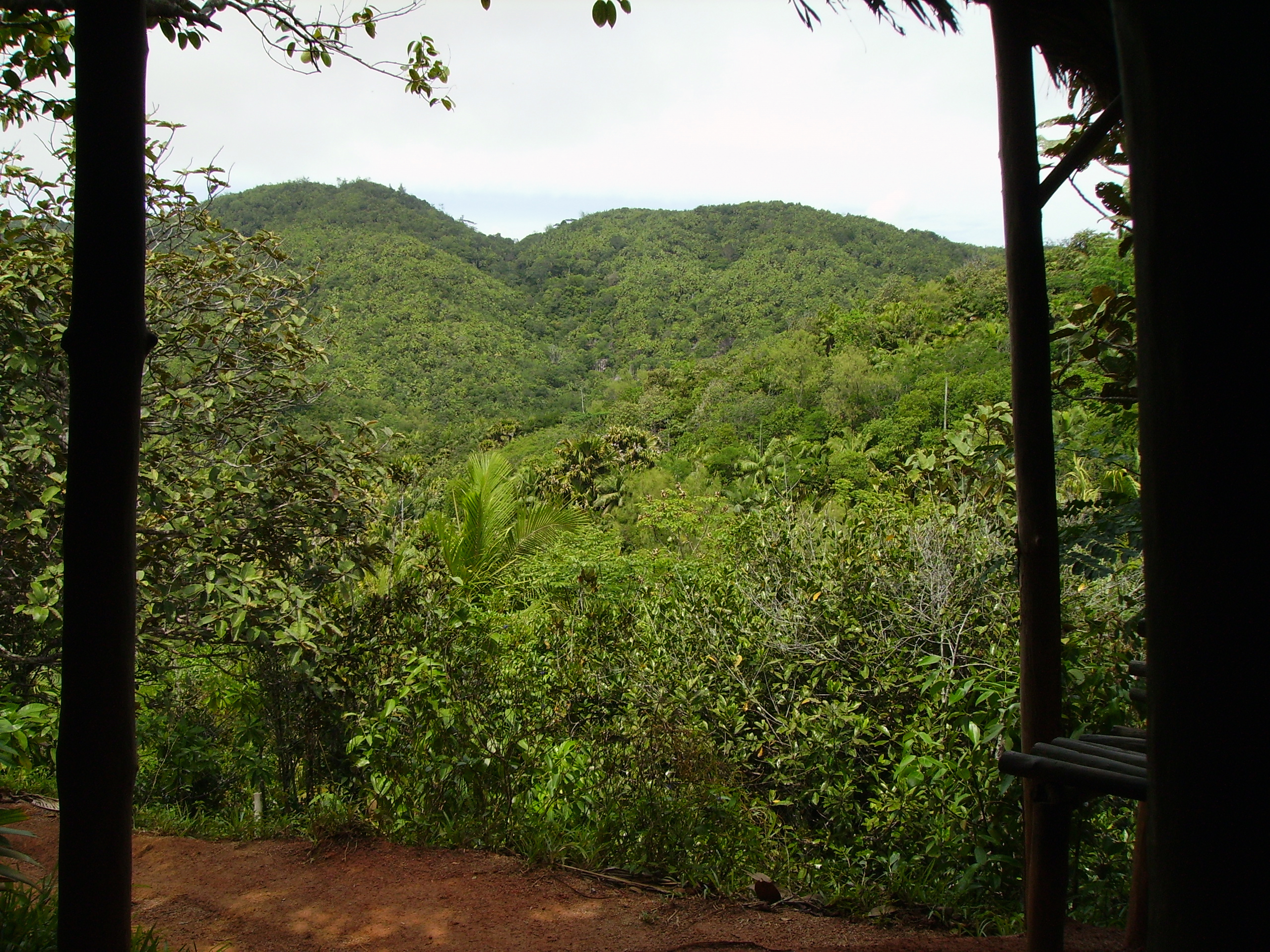
ヴァレ・ド・メ自然保護区
プララン島の地図
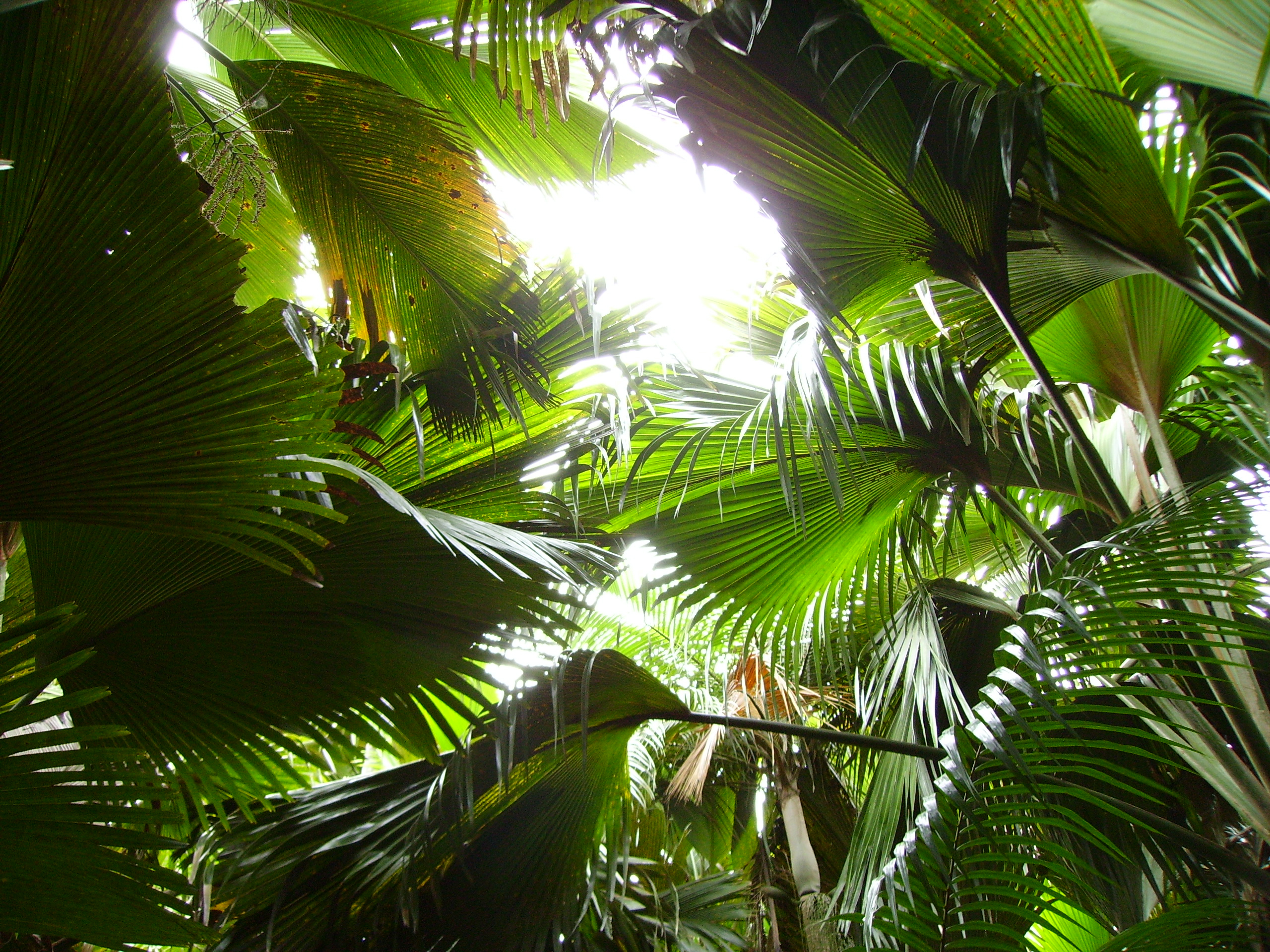
ココ・ド・メール